# Turrubares (tổng)
Turrubares là một tổng ở tỉnh San José thuộc Costa Rica. Tổng này có diện tích 415,29 km² (1), và dân số là 5.175 người (2), là tổng ít dân nhất trong 81 tổng của Costa Rica. Thủ phủ của tổng này là San Pablo.
Sông Grande de Tárcoles tạo thành biên giới phía bắc và tây bắc của tổng. Sông Carara, Río Camaronal và Fila Negra tạo thành ranh giới phía tây. Phía nam và tây nam là sông Río Tulin, còn sông Río Galán và Quebrada Azul tạo một đoạn ranh giới ngắn phía đông.
Tổng được lập ngày 30 tháng 7 năm 1920.
Tổng Turrubares được chia thành 4 huyện.
1. San Pablo
2. San Pedro
3. San Juan de Mata
4. San Luis